# Morti il 20 dicembre
| Questa pagina contiene informazioni ricavate automaticamente dalle voci biografiche con l'ausilio del template Bio e di un bot. L'aggiornamento è periodico e automatico e ricostruisce completamente la pagina. Se manca una persona in questa lista, sei pregato di non aggiungerla, ma accertati piuttosto che la sua voce biografica contenga il template Bio e che i dati anagrafici siano correttamente compilati. Se il template Bio manca, inseriscilo tu stesso o, in alternativa, metti l'avviso {{tmp\|Bio}} che ne segnala la mancanza. Se i dati riportati sono sbagliati, correggi direttamente la voce biografica; le modifiche saranno visibili in questa lista entro pochi giorni. Per chiarimenti vedi il progetto biografie. La lista contiene solo le 495 persone che sono citate nell'enciclopedia e per le quali è stato implementato correttamente il template Bio. Pagina aggiornata al 13 ago 2025. |

## I secolo(1)
- 69 - Vitellio, imperatore romano (n. 15)

## III secolo(1)
- 217 - Papa Zefirino, papa, vescovo e santo romano

## IX secolo(1)
- 860 - Etelbaldo del Wessex, sovrano inglese

## X secolo(1)
- 910 - Alfonso III delle Asturie, sovrano

## XI secolo(1)
- 1073 - Domenico di Silos, abate e santo spagnolo

## XIII secolo(3)
- 1250 - Filippa di Champagne, nobile francese
- 1281 - Hartmann d'Asburgo, nobile
- 1295 - Margherita di Provenza, regina francese (n. 1221)

## XIV secolo(5)
- 1310 - Pedro Rodríguez, cardinale e vescovo cattolico spagnolo
- 1325 - Agnese di Francia, duchessa (n. 1260)
- 1340 - Giovanni I di Baviera, nobile tedesco (n. 1329)
- 1355 - Stefano Uroš IV Dušan, sovrano serbo (n. 1308)
- 1356 - Gaillard de la Mothe, cardinale francese

## XV secolo(2)
- 1433 - Baysonqor, nobile persiano (n. 1397)
- 1449 - Raimondo Caldora, nobile e condottiero italiano

## XVI secolo(7)
- 1520 - Amanieu d'Albret, cardinale francese
- 1552 - Katharina von Bora, monaca cristiana tedesca (n. 1499)
- 1579 - Roger de Saint-Lary de Bellegarde, militare e politico francese (n. 1525)
- 1590 - Ambroise Paré, medico e chirurgo francese (n. 1510)
- 1591 - Juan de Lanuza y Urrea, magistrato, politico e nobile spagnolo (n. 1564)
- 1595 - Costanzo Torri, cardinale e vescovo cattolico italiano (n. 1531)
- 1596 - Paolo Fiammingo, pittore fiammingo

## XVII secolo(15)
- 1614 - Filippo Caetani, VII duca di Sermoneta, nobile, commediografo e poeta italiano (n. 1565)
- 1620 - Cosimo da Castelfranco, pittore italiano
- 1622 - Giovanni Severini, arcivescovo cattolico italiano
- 1637 - Benedetta di Mantova, religiosa e nobildonna francese (n. 1617)
- 1644 - Alberto di Sassonia-Eisenach, nobile (n. 1599)
- 1648 - Innocenzo da Petralia, scultore e religioso italiano
- 1656 - David Beck, pittore olandese (n. 1621)
- 1667 - Chevalier Paul, navigatore e militare francese (n. 1598)
- 1679 - Francisco Bautista, architetto spagnolo (n. 1594)
- 1679 - Giovanni Maurizio di Nassau-Siegen, conte tedesco (n. 1604)
- 1680 - Elisabetta Sofia di Sassonia-Altenburg, nobile tedesca (n. 1619)
- 1691 - Alberto Caprara, letterato e diplomatico italiano (n. 1627)
- 1694 - Erasmus Finx, scrittore tedesco (n. 1627)
- 1696 - Louise Moillon, pittrice francese (n. 1610)
- 1697 - Federico Carlo di Württemberg-Winnental, duca (n. 1652)

## XVIII secolo(26)
- 1708 - Willem van Bemmel, pittore, incisore e disegnatore olandese (n. 1630)
- 1715 - Giovanni Barbiano di Belgiojoso, nobile e militare italiano (n. 1638)
- 1716 - Antonio Günther II di Schwarzburg-Sondershausen-Arnstadt, nobile (n. 1653)
- 1716 - Pietro da Pietri, pittore italiano (n. 1663)
- 1722 - Kangxi, imperatore cinese (n. 1654)
- 1723 - Augustus Quirinus Rivinus, medico e botanico tedesco (n. 1652)
- 1728 - Jakob Wilhelm Imhoff, storico e genealogista tedesco (n. 1651)
- 1730 - Giacinto Dragonetti, vescovo cattolico italiano
- 1742 - Pietro Sernicola, scultore italiano (n. 1672)
- 1750 - Giulio Visconti Borromeo Arese, nobile, politico e militare italiano (n. 1667)
- 1751 - Christian Heinrich Eckhard, giurista, storico e diplomatista tedesco (n. 1716)
- 1759 - Karl Ferdinand von Königsegg-Rothenfels, nobile, politico e diplomatico tedesco (n. 1696)
- 1764 - Erik Pontoppidan, teologo, zoologo e vescovo luterano danese (n. 1698)
- 1765 - Luigi Ferdinando di Borbone-Francia, principe francese (n. 1729)
- 1766 - Giorgio Massari, architetto italiano (n. 1687)
- 1768 - Carlo Innocenzo Frugoni, librettista e poeta italiano (n. 1692)
- 1770 - Jean Baptiste Sénac, medico e anatomista francese (n. 1693)
- 1770 - Tupaia, navigatore tahitiano
- 1779 - Cesare Orlandi, scrittore e storico italiano (n. 1734)
- 1783 - Antonio Soler, compositore e organista spagnolo (n. 1729)
- 1785 - Carlo Federico di Hohenzollern-Sigmaringen, principe (n. 1724)
- 1790 - Elizabeth Gunning, nobile e attrice teatrale irlandese (n. 1733)
- 1792 - Dmitrij Jur'evič Trubeckoj, ufficiale russo (n. 1724)
- 1795 - Charlotta Sparre, nobildonna svedese (n. 1719)
- 1796 - Johann Georg Krünitz, enciclopedista tedesco (n. 1728)
- 1800 - Joseph Leonhard Banniza von Bazan, giurista austriaco (n. 1733)

## XIX secolo(60)
- 1801 - Johann Friedrich Ferdinand Fleck, attore teatrale tedesco (n. 1757)
- 1803 - Giuseppe Diziani, pittore e restauratore italiano (n. 1732)
- 1807 - Lorenz Spengler, scultore e naturalista danese (n. 1720)
- 1810 - Maria Theresia Ahlefeldt, scrittrice, pianista e compositrice tedesca (n. 1755)
- 1812 - Sacajawea, esploratrice nativo americano (n. 1788)
- 1814 - Uthman ibn Ali, sovrano tunisino (n. 1763)
- 1815 - Pietro Cossali, matematico italiano (n. 1748)
- 1815 - Giovanni Meli, poeta e drammaturgo italiano (n. 1740)
- 1819 - Louis-Luc Loiseau de Persuis, compositore, violinista e direttore d'orchestra francese (n. 1769)
- 1821 - Gian Francesco Fortunati, compositore italiano (n. 1746)
- 1828 - Christian Gottlieb Kühn, scultore tedesco (n. 1780)
- 1831 - Vincenzo Romano, presbitero italiano (n. 1751)
- 1834 - Maurycy Mochnacki, pubblicista polacco (n. 1803)
- 1835 - Colquhoun Grant, generale britannico (n. 1772)
- 1836 - Paolo Costa, poeta e filosofo italiano (n. 1771)
- 1837 - Natal'ja Petrovna Golicyna, nobildonna russa (n. 1741)
- 1838 - François Pouqueville, diplomatico, scrittore e storico francese (n. 1770)
- 1838 - Kaspar Maria von Sternberg, geologo, botanico e teologo ceco (n. 1761)
- 1839 - Ranieri Gerbi, fisico italiano (n. 1763)
- 1840 - Flaminia Rossi, duchessa (n. 1795)
- 1842 - John Dubois, vescovo cattolico francese (n. 1764)
- 1842 - Zeynifelek Hanim, principessa abcasa (n. 1824)
- 1843 - Giuseppe de Turris, politico italiano (n. 1759)
- 1847 - Mary Lamb, scrittrice inglese (n. 1764)
- 1848 - Giovanni Battista Gallini, imprenditore e politico italiano (n. 1788)
- 1849 - William Miller, teologo e filosofo statunitense (n. 1782)
- 1853 - Carlo Evasio Soliva, compositore e musicista svizzero (n. 1791)
- 1854 - James Kempt, generale britannico (n. 1765)
- 1855 - Isabel Calvimontes, patriota argentina (n. 1790)
- 1855 - Thomas Cubitt, imprenditore britannico (n. 1788)
- 1855 - Hans Heinrich X von Hochberg, nobile tedesco (n. 1806)
- 1856 - Francesco Bentivegna, patriota italiano (n. 1820)
- 1861 - Giuseppe Antonelli, tipografo e editore italiano (n. 1793)
- 1861 - Karl Proske, musicologo tedesco (n. 1794)
- 1861 - Vincenzo Pucitta, compositore italiano (n. 1778)
- 1863 - Giovanni Tommaso Neuschel, arcivescovo cattolico ungherese (n. 1780)
- 1864 - Schelto van Heemstra, politico olandese (n. 1807)
- 1864 - Angelantonio Masini, brigante italiano (n. 1837)
- 1864 - Giulio Terzaghi, patriota e funzionario italiano (n. 1812)
- 1868 - Nestor Vasil'evič Kukol'nik, scrittore e drammaturgo russo (n. 1809)
- 1868 - Alessandro Pinelli, magistrato e politico italiano (n. 1798)
- 1870 - Maria Sofia di Thurn und Taxis, principessa tedesca (n. 1800)
- 1872 - Pietro Beltrami, imprenditore e politico italiano (n. 1812)
- 1875 - Michail Petrovič Pogodin, storico e giornalista russo (n. 1800)
- 1877 - Heinrich Daniel Ruhmkorff, fisico tedesco (n. 1803)
- 1879 - Udo Gebhard Ferdinand von Alvensleben, storico tedesco (n. 1814)
- 1882 - Caroline Baron, religiosa francese (n. 1820)
- 1882 - Guglielmo Oberdan, patriota italiano (n. 1858)
- 1884 - Domenico Consolini, cardinale italiano (n. 1806)
- 1884 - Federico Crema, medico, patriota e politico italiano (n. 1814)
- 1885 - Pietro Roselli, generale italiano (n. 1808)
- 1886 - Johann Friedrich Horner, oculista svizzero (n. 1831)
- 1887 - Giuseppe Castellazzi, architetto, ingegnere e restauratore italiano (n. 1834)
- 1887 - Alphonse Dugenne, militare francese (n. 1841)
- 1887 - Lorenzo Ilarione Randi, cardinale italiano (n. 1818)
- 1889 - Alajos Károlyi, diplomatico e nobile austriaco (n. 1825)
- 1889 - Charles Lucas, avvocato, giurista e funzionario francese (n. 1803)
- 1891 - M'Siri, sovrano della Repubblica Democratica del Congo (n. 1830)
- 1891 - Friedrich Otto Gustav Quedenfeldt, entomologo tedesco (n. 1817)
- 1896 - Eugène Jolibois, politico e avvocato francese (n. 1819)

## XX secolo(255)
- 1901 - Richard J. Hinton, militare e giornalista statunitense (n. 1830)
- 1901 - Gabriel Rodríguez, ingegnere, economista e politico spagnolo (n. 1829)
- 1903 - Kornél Ábrányi, compositore, musicologo e pianista ungherese (n. 1822)
- 1904 - Alessandrina di Baden, principessa tedesca (n. 1820)
- 1907 - Aleksandr Aleksandrovič Musin-Puškin, politico russo (n. 1856)
- 1908 - Francis Philip Fleming, politico statunitense (n. 1841)
- 1908 - Giovanni di Kronštadt, religioso russo (n. 1829)
- 1909 - Gerolamo Comi, presbitero italiano (n. 1831)
- 1909 - Michail Sergeevič Volkonskij, nobile e politico russo (n. 1832)
- 1911 - Joan Maragall, scrittore spagnolo (n. 1860)
- 1911 - William McGregor, dirigente sportivo scozzese (n. 1846)
- 1911 - Paul Topinard, antropologo e medico francese (n. 1830)
- 1913 - Julius Scheiner, astronomo tedesco (n. 1858)
- 1914 - Károly Rémi, nuotatore e pallanuotista ungherese (n. 1891)
- 1915 - Giuseppe Del Rosso, generale italiano (n. 1849)
- 1915 - Edmond-Frédéric Fuzet, arcivescovo cattolico e scrittore francese (n. 1839)
- 1916 - Ödön Rádl, giurista e scrittore rumeno (n. 1848)
- 1916 - Henry Wallis, pittore, scrittore e collezionista d'arte inglese (n. 1830)
- 1916 - Louis de Champsavin, cavaliere e militare francese (n. 1867)
- 1917 - Eric Campbell, attore britannico (n. 1879)
- 1917 - Carlo Gorio, politico italiano (n. 1839)
- 1917 - Lucien Petit-Breton, ciclista su strada e pistard francese (n. 1882)
- 1918 - Ali bin Hamud di Zanzibar, sultano tanzaniano (n. 1884)
- 1918 - Ercole Vaser, attore italiano (n. 1860)
- 1920 - Mariano Coppedè, artigiano, scultore e intagliatore italiano (n. 1839)
- 1920 - Linton Hope, architetto e velista britannico (n. 1863)
- 1921 - Hans von Beseler, generale tedesco (n. 1850)
- 1921 - Julius Richard Petri, microbiologo tedesco (n. 1852)
- 1922 - Jitendra Narayan Bhup Bahadur, principe indiano (n. 1886)
- 1924 - Giuseppe Jovinelli, impresario teatrale italiano (n. 1866)
- 1924 - Robert Thach, golfista statunitense (n. 1866)
- 1925 - Edward Sylvester Morse, zoologo e archeologo statunitense (n. 1838)
- 1925 - Albert Chevallier Tayler, pittore inglese (n. 1862)
- 1926 - Giuseppe Magrini, violoncellista e compositore italiano (n. 1857)
- 1926 - Diego Simonetti, ammiraglio italiano (n. 1865)
- 1926 - Ettore Ximenes, scultore e illustratore italiano (n. 1855)
- 1927 - Gideon S. Ives, politico e avvocato statunitense (n. 1846)
- 1927 - Fred Semple, golfista e tennista statunitense (n. 1872)
- 1929 - Joseph Ney Babson, compositore di scacchi statunitense (n. 1852)
- 1929 - Émile Loubet, politico francese (n. 1838)
- 1929 - Giorgio Rattone, medico e politico italiano (n. 1857)
- 1930 - Alfonso De Blasio, magistrato e politico italiano (n. 1849)
- 1930 - Mary Foster, filantropa statunitense (n. 1844)
- 1930 - Theodor Kober, ingegnere aeronautico e imprenditore tedesco (n. 1865)
- 1931 - Edvard Brandes, scrittore, politico e giornalista danese (n. 1847)
- 1931 - Giuseppe Chini, storico e archivista italiano (n. 1865)
- 1931 - Gustaf Kossinna, filologo e archeologo tedesco (n. 1858)
- 1933 - Robert Dufour, calciatore francese (n. 1901)
- 1934 - Frank Beal, regista, attore e sceneggiatore statunitense (n. 1862)
- 1934 - Nikolaj Jakovlevič Marr, linguista, glottologo e etnologo sovietico (n. 1865)
- 1935 - Giuseppe Torres, architetto italiano (n. 1872)
- 1936 - Vittor Ugo Ceccherelli, aviatore e ufficiale italiano (n. 1912)
- 1936 - Elsa Einstein, tedesca (n. 1876)
- 1936 - Ferdinand Karsch, entomologo, aracnologo e antropologo tedesco (n. 1853)
- 1937 - Albert Simon Cahen, schermidore francese (n. 1877)
- 1937 - Erich Ludendorff, generale tedesco (n. 1865)
- 1937 - Giuseppe Renzi, militare italiano (n. 1897)
- 1938 - Lida Howell, arciera statunitense (n. 1859)
- 1939 - Hans Langsdorff, militare tedesco (n. 1894)
- 1939 - Fritz Syberg, pittore e illustratore danese (n. 1862)
- 1940 - Sarita Colonia, peruviana (n. 1914)
- 1940 - Manie Maritz, generale britannico (n. 1876)
- 1941 - Percival Elgood, storico britannico (n. 1863)
- 1941 - Igor' Severjanin, poeta russo (n. 1887)
- 1941 - Francesco Verrotti, militare italiano (n. 1919)
- 1941 - Rodolfo Villani, pittore e fotografo italiano (n. 1881)
- 1941 - Aleksandr Ivanovič Vvedenskij, poeta e drammaturgo russo (n. 1904)
- 1941 - Maurice du Boisrouvray, militare e aviatore francese (n. 1913)
- 1942 - Pierre Abattucci, pittore belga (n. 1871)
- 1942 - Alceste Della Seta, politico, avvocato e giornalista italiano (n. 1873)
- 1942 - Jean Gilbert, compositore tedesco (n. 1879)
- 1942 - Camillo Marinone, cestista italiano (n. 1909)
- 1942 - Alberto Salucci, magistrato e politico italiano (n. 1864)
- 1943 - Anita Augspurg, attivista tedesca (n. 1857)
- 1943 - Mario Batà, partigiano italiano (n. 1917)
- 1943 - André Baur, schermidore francese (n. 1904)
- 1943 - Franjo Giler, calciatore jugoslavo (n. 1907)
- 1943 - Jurij Nikolaevič Tynjanov, scrittore, filologo e critico letterario sovietico (n. 1894)
- 1944 - Pietro Carboni, militare italiano (n. 1914)
- 1944 - Alcide Garagnani, partigiano italiano (n. 1922)
- 1944 - Merna Kennedy, attrice statunitense (n. 1908)
- 1944 - Walter Landauer, editore tedesco (n. 1902)
- 1944 - Fritz Pfeffer, odontoiatra tedesco (n. 1889)
- 1944 - Caesar von Hofacker, militare tedesco (n. 1896)
- 1946 - Laurenzio Laurenzi, pittore e incisore italiano (n. 1878)
- 1947 - Benigno Aquino Sr., politico filippino (n. 1894)
- 1947 - Luigi Chiarelli, commediografo, scrittore e giornalista italiano (n. 1880)
- 1947 - George Rous, III conte di Stradbroke, nobile e ufficiale inglese (n. 1862)
- 1948 - Julie Lampe, attrice norvegese (n. 1870)
- 1948 - C. Aubrey Smith, attore e crickettista britannico (n. 1863)
- 1950 - Enrico Mizzi, politico maltese (n. 1885)
- 1952 - Fritz Förderer, calciatore tedesco (n. 1888)
- 1952 - Francesco La Grassa, architetto e ingegnere italiano (n. 1876)
- 1952 - Ivan Olbracht, scrittore, traduttore e giornalista ceco (n. 1882)
- 1953 - Arnaldo Barilli, letterato e storico dell'arte italiano (n. 1876)
- 1953 - Alessandro Bovati, allenatore di calcio e calciatore italiano (n. 1887)
- 1954 - Francisco Castillo Nájera, diplomatico, politico e medico messicano (n. 1886)
- 1954 - James Hilton, scrittore e sceneggiatore britannico (n. 1900)
- 1954 - Roland Schmitt, calciatore francese (n. 1912)
- 1955 - Gretchen Lederer, attrice tedesca (n. 1891)
- 1955 - William Smith, pugile sudafricano (n. 1904)
- 1956 - Paul Bonatz, architetto tedesco (n. 1877)
- 1956 - Charley Rogers, attore, sceneggiatore e regista cinematografico statunitense (n. 1887)
- 1957 - Noémi Ferenczy, artista ungherese (n. 1890)
- 1957 - Maurice Schilles, pistard francese (n. 1888)
- 1958 - Felice Anzi, giornalista italiano (n. 1869)
- 1958 - Constantin Brăiloiu, compositore e etnomusicologo rumeno (n. 1893)
- 1958 - Fëdor Vasil'evič Gladkov, scrittore sovietico (n. 1883)
- 1958 - Carlo Melotti, generale italiano (n. 1882)
- 1958 - Elisabeth Risdon, attrice britannica (n. 1887)
- 1959 - Jenő Bory, scultore e architetto ungherese (n. 1879)
- 1961 - Earle Page, politico australiano (n. 1880)
- 1961 - Moss Hart, commediografo e regista teatrale statunitense (n. 1904)
- 1961 - Frederick Dana Marsh, illustratore statunitense (n. 1872)
- 1962 - Emil Artin, matematico austriaco (n. 1898)
- 1962 - Alberto Busancano, calciatore italiano (n. 1891)
- 1962 - Archibald Christie, militare e imprenditore britannico (n. 1889)
- 1962 - Gertrude d'Asburgo-Lorena, nobile (n. 1900)
- 1962 - Battista Pisa, calciatore e imprenditore italiano (n. 1894)
- 1963 - Alfred Jansa, generale austriaco (n. 1884)
- 1963 - Rod Plaxton, hockeista su ghiaccio canadese (n. 1904)
- 1964 - Augusto Rosso, diplomatico italiano (n. 1885)
- 1964 - Luigi Russo, prefetto, politico e generale italiano (n. 1882)
- 1965 - Antonio Cavalli, politico e militare italiano (n. 1889)
- 1965 - Pietro Fassi, pittore italiano (n. 1885)
- 1965 - Wilhelm Malaniuk, giudice e giurista austriaco (n. 1906)
- 1965 - Giuseppe Saitta, filosofo e storico della filosofia italiano (n. 1881)
- 1965 - Alexander Stevens, geologo e esploratore britannico (n. 1886)
- 1966 - Albert Göring, imprenditore, ingegnere e filantropo tedesco (n. 1895)
- 1966 - Lloyd Spooner, tiratore a segno statunitense (n. 1884)
- 1967 - Arturo Capdevila, scrittore e poeta argentino (n. 1889)
- 1967 - Félicien Courbet, pallanuotista belga (n. 1888)
- 1968 - Carlo Achatzi, allenatore di calcio e calciatore austriaco (n. 1894)
- 1968 - Max Brod, giornalista, scrittore e compositore austro-ungarico (n. 1884)
- 1968 - Marguerite Clayton, attrice statunitense (n. 1891)
- 1968 - Frank Pelleg, compositore, pianista e direttore d'orchestra israeliano (n. 1910)
- 1968 - Marija Nikolaevna Fёdorova, regista sovietico (n. 1920)
- 1968 - Axel Petersen, calciatore danese (n. 1887)
- 1968 - Van Nest Polglase, scenografo statunitense (n. 1898)
- 1968 - Richard Queck, calciatore tedesco (n. 1888)
- 1968 - John Steinbeck, scrittore statunitense (n. 1902)
- 1969 - Adolfo Consolini, discobolo italiano (n. 1917)
- 1969 - Luigi Camillo Fumagalli, politico italiano (n. 1886)
- 1970 - Asbjørn Andersen, calciatore norvegese (n. 1922)
- 1970 - Vinzenz Bronzin, matematico italiano (n. 1872)
- 1970 - Gyula Halasy, tiratore a volo ungherese (n. 1891)
- 1970 - Luigi Narduzzi, schermidore italiano (n. 1932)
- 1971 - Amerigo Bartoli Natinguerra, pittore e scrittore italiano (n. 1890)
- 1971 - Roy O. Disney, imprenditore statunitense (n. 1893)
- 1971 - Shigeyoshi Suzuki, allenatore di calcio e calciatore giapponese (n. 1902)
- 1972 - Günter Eich, poeta e drammaturgo tedesco (n. 1907)
- 1972 - Gabby Hartnett, giocatore di baseball e allenatore di baseball statunitense (n. 1900)
- 1972 - Karel Kaers, ciclista su strada e pistard belga (n. 1914)
- 1972 - Gene Lalley, cestista statunitense (n. 1922)
- 1972 - Aldo Pedrazzi, calciatore italiano (n. 1901)
- 1972 - Roberto Zamarin, fumettista e disegnatore italiano (n. 1940)
- 1973 - Luis Carrero Blanco, ammiraglio e politico spagnolo (n. 1904)
- 1973 - Bobby Darin, cantante e attore statunitense (n. 1936)
- 1973 - Käthe von Nagy, attrice ungherese (n. 1904)
- 1973 - Federico Vittore Nardelli, scrittore e ingegnere italiano (n. 1891)
- 1974 - André Jolivet, compositore francese (n. 1905)
- 1975 - William Lundigan, attore statunitense (n. 1914)
- 1976 - Richard J. Daley, politico statunitense (n. 1902)
- 1976 - Hans von Obstfelder, generale tedesco (n. 1886)
- 1976 - Ned Washington, paroliere statunitense (n. 1901)
- 1977 - Gianpaolo Lazzaro, pittore italiano (n. 1911)
- 1977 - Henry Tandey, militare britannico (n. 1891)
- 1978 - Antonino Piscitello, politico italiano (n. 1926)
- 1978 - Robin Reed, lottatore statunitense (n. 1899)
- 1979 - Italo Cremona, pittore, scenografo e costumista italiano (n. 1905)
- 1979 - John Norton, ostacolista statunitense (n. 1893)
- 1980 - Amerigo Pispoli, politico italiano (n. 1901)
- 1980 - Ben Sharpsteen, regista e produttore cinematografico statunitense (n. 1895)
- 1980 - Tom Waring, calciatore inglese (n. 1906)
- 1981 - Pierre Baugniet, pattinatore artistico su ghiaccio belga (n. 1925)
- 1981 - Jim Enright, arbitro di pallacanestro e giornalista statunitense (n. 1910)
- 1981 - Mario del Drago, nobile e militare italiano (n. 1899)
- 1982 - Raisa Aronova, aviatrice russa (n. 1920)
- 1982 - Friedrich Buchardt, militare tedesco (n. 1909)
- 1982 - Karol Dobay, calciatore cecoslovacco (n. 1928)
- 1982 - Arthur Rubinstein, pianista polacco (n. 1887)
- 1983 - Bill Brandt, fotografo britannico (n. 1904)
- 1983 - Red Malackany, cestista statunitense (n. 1913)
- 1983 - Tarō Takemi, medico giapponese (n. 1904)
- 1983 - Stig Wikander, linguista, indologo e iranista svedese (n. 1908)
- 1984 - Alicia Brandet, attrice statunitense (n. 1943)
- 1984 - Josef Humpál, allenatore di calcio e calciatore cecoslovacco (n. 1918)
- 1984 - Stanley Milgram, psicologo statunitense (n. 1933)
- 1984 - Dmitrij Fëdorovič Ustinov, politico e generale sovietico (n. 1908)
- 1985 - Angelo Arcari, calciatore e allenatore di calcio italiano (n. 1907)
- 1985 - Luigi Cresta, calciatore italiano (n. 1910)
- 1985 - Joseph Hasler, vescovo cattolico svizzero (n. 1900)
- 1985 - Coral McInnes Buttsworth, tennista australiana (n. 1900)
- 1985 - Giovanni Sissa, partigiano italiano (n. 1909)
- 1986 - Rossella Como, attrice italiana (n. 1939)
- 1986 - Quirino Russo, politico e avvocato italiano (n. 1921)
- 1988 - Roberto Jouvenal, avvocato italiano (n. 1921)
- 1988 - Rafael Kofman, compositore di scacchi sovietico (n. 1908)
- 1988 - Elizabeth Scott, matematica statunitense (n. 1917)
- 1988 - György Marik, calciatore ungherese (n. 1923)
- 1989 - Kurt Böhme, basso tedesco (n. 1908)
- 1989 - Giovanni Panza, pittore italiano (n. 1894)
- 1989 - João Vicente da Nova, calciatore portoghese (n. 1907)
- 1990 - Freda Jackson, attrice britannica (n. 1907)
- 1990 - Saul Mariaschin, cestista statunitense (n. 1924)
- 1990 - Lauro Mumar, cestista e allenatore di pallacanestro filippino (n. 1924)
- 1990 - Silvio Pasquazi, critico letterario e filologo italiano (n. 1919)
- 1990 - Leif Pedersen, calciatore norvegese (n. 1924)
- 1990 - Sergio Realini, calciatore e allenatore di calcio italiano (n. 1925)
- 1990 - Karl Rolvaag, politico statunitense (n. 1913)
- 1991 - Walter Chiari, attore, comico e cabarettista italiano (n. 1924)
- 1991 - Vittorio Malagoli, allenatore di calcio e calciatore italiano (n. 1917)
- 1991 - Albert Van Vlierberghe, ciclista su strada e pistard belga (n. 1942)
- 1991 - Gaston Waringhien, scrittore, traduttore e esperantista francese (n. 1901)
- 1992 - Peter Brocco, attore statunitense (n. 1903)
- 1992 - Luciano Dal Falco, politico e partigiano italiano (n. 1925)
- 1992 - Bernard Dubourg, scrittore francese (n. 1945)
- 1992 - Peter Wirnsberger II, sciatore alpino austriaco (n. 1968)
- 1993 - Stephen Christmas, inglese (n. 1947)
- 1993 - Mago Cristal, illusionista italiano (n. 1948)
- 1993 - Charles Herman Helmsing, vescovo cattolico statunitense (n. 1908)
- 1993 - Alessandro Jacovoni, produttore cinematografico italiano (n. 1932)
- 1994 - Cyril Ponnamperuma, chimico singalese (n. 1923)
- 1994 - Dean Rusk, politico statunitense (n. 1909)
- 1995 - Suzanne Baron, montatrice francese (n. 1927)
- 1995 - Alfredo Bortoluzzi, pittore, ballerino e coreografo tedesco (n. 1905)
- 1995 - Mario Procaccino, avvocato e politico statunitense (n. 1912)
- 1995 - Maan Sassen, politico olandese (n. 1911)
- 1995 - Alexina Duchamp, mercante d'arte statunitense (n. 1906)
- 1995 - Madge Sinclair, attrice giamaicana (n. 1938)
- 1995 - Adone Zecchi, compositore e direttore di coro italiano (n. 1904)
- 1996 - Emilio Barbero, calciatore italiano (n. 1919)
- 1996 - Melio Bettina, pugile statunitense (n. 1916)
- 1996 - Amata Kabua, politico marshallese (n. 1928)
- 1996 - Carl Sagan, astronomo, divulgatore scientifico e autore di fantascienza statunitense (n. 1934)
- 1997 - Maurizio Baldassarri, carabiniere italiano (n. 1955)
- 1997 - Franco Di Bella, giornalista e saggista italiano (n. 1927)
- 1997 - Esther Peterson, attivista statunitense (n. 1906)
- 1997 - Jūzō Itami, attore, regista e produttore cinematografico giapponese (n. 1933)
- 1997 - Denise Levertov, scrittrice e poetessa britannica (n. 1923)
- 1997 - Dawn Steel, imprenditrice e produttrice cinematografica statunitense (n. 1946)
- 1998 - Federico Bisson, triplista italiano (n. 1936)
- 1998 - Angelo Grizzetti, allenatore di calcio e calciatore italiano (n. 1916)
- 1998 - Irene Hervey, attrice statunitense (n. 1909)
- 1998 - Alan Lloyd Hodgkin, fisiologo inglese (n. 1914)
- 1998 - Miklós Sárkány, pallanuotista ungherese (n. 1908)
- 1999 - Giorgio Ansoldi, regista italiano (n. 1913)
- 1999 - Giulio Colombi, calciatore italiano (n. 1916)
- 1999 - Riccardo Freda, regista e sceneggiatore italiano (n. 1909)
- 1999 - Carin Nilsson, nuotatrice svedese (n. 1904)
- 1999 - Flavien Ranaivo, poeta e scrittore malgascio (n. 1914)
- 1999 - Irving Rapper, regista britannico (n. 1898)
- 1999 - Hank Snow, cantautore e musicista canadese (n. 1914)
- 2000 - Diodoro di Gerusalemme, vescovo ortodosso greco (n. 1923)
- 2000 - Adrian Henri, poeta britannico (n. 1932)

## XXI secolo(117)
- 2001 - Léopold Sédar Senghor, politico e poeta senegalese (n. 1906)
- 2002 - Chris Joyce, calciatore scozzese (n. 1933)
- 2002 - Nino Pisoni, politico italiano (n. 1927)
- 2002 - Carlo Preti, pittore italiano (n. 1935)
- 2002 - Grote Reber, astronomo statunitense (n. 1911)
- 2002 - Fritz Røed, scultore norvegese (n. 1928)
- 2002 - Raymond Sabounghi, cestista egiziano (n. 1931)
- 2003 - Grigore Grigoriu, attore moldavo (n. 1941)
- 2003 - Gil Reece, calciatore gallese (n. 1942)
- 2004 - Antonino La Russa, politico e dirigente d'azienda italiano (n. 1913)
- 2004 - Son Seals, chitarrista e cantante statunitense (n. 1942)
- 2005 - Louis Biesbrouck, calciatore olandese (n. 1921)
- 2005 - Guy Boissière, nuotatore francese (n. 1929)
- 2005 - Raoul Bott, matematico ungherese (n. 1923)
- 2005 - Argentina Brunetti, attrice argentina (n. 1907)
- 2005 - Genrich Fedosov, calciatore sovietico (n. 1932)
- 2005 - Margarethe Kraus, ceca (n. 1928)
- 2005 - Óscar López Vázquez, calciatore colombiano (n. 1939)
- 2005 - Jurij Nyrkov, calciatore sovietico (n. 1924)
- 2005 - Frank Shannon, cestista e allenatore di pallacanestro statunitense (n. 1917)
- 2006 - Harald Berger, arrampicatore e alpinista austriaco (n. 1972)
- 2006 - Everett Francis Briggs, religioso statunitense (n. 1908)
- 2006 - Daniele Ferrari, vescovo cattolico italiano (n. 1920)
- 2006 - Piergiorgio Welby, attivista, giornalista e politico italiano (n. 1945)
- 2007 - Antonio Basurto, cantante italiano (n. 1917)
- 2007 - Ascanio Bertani, politico italiano (n. 1931)
- 2007 - Jeanne Carmen, attrice statunitense (n. 1930)
- 2007 - Glenn W. Ferguson, diplomatico statunitense (n. 1929)
- 2007 - Raphaël Nguyễn Văn Diệp, vescovo cattolico vietnamita (n. 1926)
- 2008 - Samuele Bacchiocchi, teologo italiano (n. 1938)
- 2008 - Joseph Conombo, politico burkinabè (n. 1917)
- 2008 - Ol'ga Lepešinskaja, ballerina sovietica (n. 1916)
- 2008 - Adrian Mitchell, poeta, romanziere e drammaturgo inglese (n. 1932)
- 2008 - Robert Mulligan, regista statunitense (n. 1925)
- 2008 - Albin Planinc, scacchista sloveno (n. 1944)
- 2008 - Dorothy Sarnoff, soprano statunitense (n. 1914)
- 2009 - Maria Teresa Cassini, aviatrice italiana (n. 1916)
- 2009 - Brittany Murphy, attrice e cantante statunitense (n. 1977)
- 2010 - John Alldis, direttore di coro e direttore d'orchestra inglese (n. 1929)
- 2010 - Steve Landesberg, attore e comico statunitense (n. 1936)
- 2010 - Graziella Lonardi Buontempo, collezionista d'arte e mecenate italiana (n. 1928)
- 2010 - Maurizio Marchesi, giornalista italiano (n. 1947)
- 2010 - Tony Rampino, mafioso statunitense (n. 1939)
- 2010 - Katharina Szelinski-Singer, scultrice tedesca (n. 1918)
- 2011 - Yoshimitsu Morita, regista e sceneggiatore giapponese (n. 1950)
- 2011 - Velimir Naumović, calciatore jugoslavo (n. 1936)
- 2012 - Stan Charlton, calciatore inglese (n. 1929)
- 2012 - Leslie Claudius, hockeista su prato indiano (n. 1927)
- 2012 - Corrado Faissola, banchiere italiano (n. 1935)
- 2012 - Julien Heernaert, ciclista su strada belga (n. 1916)
- 2012 - Manlio Sargenti, avvocato e politico italiano (n. 1915)
- 2012 - Dennis Stevens, calciatore britannico (n. 1933)
- 2012 - Italia Vaniglio, cantante italiana (n. 1926)
- 2012 - Jerome Whitehead, cestista statunitense (n. 1956)
- 2013 - Amand Audaire, ciclista su strada francese (n. 1924)
- 2013 - Pëtr Bolotnikov, mezzofondista sovietico (n. 1930)
- 2013 - Tibor Czinkán, cestista ungherese (n. 1929)
- 2013 - Enrico Fiore, orafo, scultore e pittore italiano (n. 1948)
- 2013 - Lord Infamous, rapper statunitense (n. 1973)
- 2013 - Sergio Loro Piana, imprenditore italiano (n. 1948)
- 2013 - Gyula Maár, regista e sceneggiatore ungherese (n. 1934)
- 2013 - Nelly Omar, cantante e attrice argentina (n. 1911)
- 2013 - Reginaldo Rossi, cantante e compositore brasiliano (n. 1944)
- 2014 - Lucio Abis, politico italiano (n. 1926)
- 2014 - Per-Ingvar Brånemark, medico svedese (n. 1929)
- 2014 - Alberto Fumagalli, calciatore italiano (n. 1940)
- 2014 - Gino Pellegrini, scenografo e pittore italiano (n. 1941)
- 2014 - Derek Rencher, ballerino britannico (n. 1932)
- 2015 - Aldo Baito, ciclista su strada italiano (n. 1920)
- 2015 - Ron Crawford, pallanuotista e allenatore di pallanuoto statunitense (n. 1939)
- 2015 - Patricia Elliott, attrice e cantante statunitense (n. 1938)
- 2015 - Alain Jouffroy, poeta e critico d'arte francese (n. 1928)
- 2016 - Aldo Florio, regista e sceneggiatore italiano (n. 1925)
- 2016 - Michèle Morgan, attrice francese (n. 1920)
- 2016 - Ousseynou Ndiaga Diop, allenatore di pallacanestro senegalese (n. 1948)
- 2017 - Archie Duncan, storico scozzese (n. 1926)
- 2017 - Piero Gheddo, missionario, giornalista e scrittore italiano (n. 1929)
- 2017 - Annie Goetzinger, fumettista e stilista francese (n. 1951)
- 2017 - Jean-Jacques Guyon, cavaliere francese (n. 1932)
- 2017 - Charlie Hennigan, giocatore di football americano statunitense (n. 1935)
- 2017 - Bernard Francis Law, cardinale e arcivescovo cattolico statunitense (n. 1931)
- 2017 - Stan Pilecki, rugbista a 15 australiano (n. 1947)
- 2017 - Randolph Quirk, linguista britannico (n. 1920)
- 2017 - Mario Sabattini, sinologo e saggista italiano (n. 1944)
- 2018 - Donald Moffat, attore britannico (n. 1930)
- 2018 - Andrea G. Pinketts, scrittore, giornalista e personaggio televisivo italiano (n. 1960)
- 2019 - Rick Fisher, cestista statunitense (n. 1948)
- 2019 - Billy Hughes, calciatore scozzese (n. 1948)
- 2019 - Junior Johnson, pilota automobilistico e dirigente sportivo statunitense (n. 1931)
- 2019 - Eduard Krieger, calciatore austriaco (n. 1946)
- 2019 - Pierre Maroteaux, pediatra francese (n. 1926)
- 2019 - Roland Matthes, nuotatore tedesco (n. 1950)
- 2019 - Francesco Paresce, fisico e astronomo italiano (n. 1940)
- 2019 - Jurij Pšeničnikov, allenatore di calcio e calciatore sovietico (n. 1940)
- 2020 - Nicette Bruno, attrice brasiliana (n. 1933)
- 2020 - Ñeca Escobar, cestista paraguaiana (n. 1934)
- 2020 - Chad Stuart, cantante, doppiatore e attore britannico (n. 1941)
- 2020 - Romolo Tavoni, dirigente sportivo e imprenditore italiano (n. 1926)
- 2021 - Norberto Boggio, calciatore argentino (n. 1931)
- 2021 - Jiří Čadek, calciatore cecoslovacco (n. 1935)
- 2021 - Stuart Griffing, canottiere statunitense (n. 1926)
- 2022 - Chia Boon Leong, allenatore di calcio e calciatore singaporiano (n. 1925)
- 2022 - Luciano Padovese, teologo italiano (n. 1932)
- 2022 - Maya Picasso, mecenate francese (n. 1935)
- 2022 - Laura Podestà, nuotatrice italiana (n. 1954)
- 2022 - Mario Sabbieti, giornalista, scrittore e editore italiano (n. 1930)
- 2023 - Andrea Barberi, velocista italiano (n. 1979)
- 2023 - Nikola Pădevski, scacchista bulgaro (n. 1933)
- 2023 - Torben Ulrich, tennista danese (n. 1928)
- 2024 - George Eastham, calciatore e allenatore di calcio inglese (n. 1936)
- 2024 - Pio Gaddi, judoka e allenatore di judo italiano (n. 1929)
- 2024 - Giovanni Graber, slittinista italiano (n. 1939)
- 2024 - Rickey Henderson, giocatore di baseball statunitense (n. 1958)
- 2024 - Luigi Leoni, attore italiano (n. 1935)
- 2024 - Rey Misterio senior, wrestler messicano (n. 1958)
- 2024 - Hans-Emil Schuster, astronomo tedesco (n. 1934)
- 2024 - Helena Zeťová, cantante ceca (n. 1980)